# Pierre Ravat
Pierre Ravat, le cardinal de Toulouse, né à Pamiers en Languedoc et mort entre le 22 mars et le 5 juin 1417 à Barcelone, est un cardinal français, créé par l'antipape d'Avignon Benoît XIII. Il est membre des chanoines réguliers de saint Augustin.

## Biographie
Pierre Ravat est chancelier de l'université de Toulouse et chancelier de l'archidiocèse de Toulouse. Il est référendaire du pape et entre à la Curie d'Avignon. Ravat est élu évêque de Mâcon en 1395 et exerce plusieurs missions pour l'antipape Benoît XIII, notamment aux conférences de Paris. Ravat défend véhément la cause de Benoît XIII, notamment auprès du pape Boniface IX à Rome. Il est transféré au diocèse de Saint-Pons-de-Thomières en 1398. En 1402, il est nommé référendaire de l'antipape et en 1405, il est promu archevêque de Toulouse, contre l'élection de Vital de Castelmaurou par le chapitre de Toulouse. Après la proclamation de la neutralité des deux obédiences par le roi Charles VI en 1406, Ravat est expulsé de Toulouse. Il reste fidèle à l'antipape et l'accompagne à son refuge à Perpignan. 
Mgr Ravat est créé cardinal au consistoire du 22 septembre 1408 par l'antipape Benoît XIII. L'antipape Alexandre V déclare la nomination de Ravat comme archevêque de Toulouse nulle en octobre 1408 et le conseil de France à Paris déclare Ravat partisan notoire et complice de Pierre de Lune qu'il qualifiait des titres odieux de schismatique et d'hérétique, et déclara impétrables tous les bénéfices qu'il tenait de l'antipape. Ravat doit aussi résigner au diocèse de Saint-Pons-de-Thomières, mais il reste fidèle à l'obédience d'Avignon jusqu'à sa mort.